# 14872 Hoher List
A 14872 Hoher List (ideiglenes jelöléssel 1990 UR) a Naprendszer kisbolygóövében található aszteroida. Eric Walter Elst fedezte fel 1990. október 23-án.